# Merideth Boswell
Merideth Boswell (geboren vor 1994 in Little Rock, Arkansas, Vereinigte Staaten) ist eine amerikanische Szenenbildnerin.

## Leben
Boswell wuchs in Bryant auf und studierte an der University of Arkansas in Fayetteville. Ihr Studium der Keramik schloss sie 1977 mit einem Bachelor ab. In das Filmgeschäft kam sie, da sie Geld für ihre Keramik-Werkstatt benötigte. Seit 1990 war sie an rund 20 Produktionen beteiligt.
Zusätzlich zu ihrem Filmwirken arbeitet sie als Innendesignerin.
Boswell wohnt in Fayetteville, Arkansas.

## Filmografie (Auswahl)
- 1994: Natural Born Killers
- 1995: Nixon
- 1995: Apollo 13
- 1997: U-Turn – Kein Weg zurück (U-Turn)
- 2000: Der Grinch (How the Grinch Stole Christmas)
- 2005: Three Burials – Die drei Begräbnisse des Melquiades Estrada (The Three Burials of Melquiades Estrada)
- 2009: Mord in Louisiana (In the Electric Mist)
- 2010: Woher weißt du, dass es Liebe ist (How Do You Know)
- 2014: The Homesman

## Nominierungen
Boswell wurde mit ihrer Arbeit zweimal für den Oscar in der Kategorie Bestes Szenenbild nominiert. Bei der Oscarverleihung 1996 für Apollo 13 und im Jahr 2001 für Der Grinch.